# Muli (Liangshan)
Muli (en chino, 木里; pinyin, Mùlǐ, en tibetano: སྨི་ལི, wylie: smi-li, ZWPY: Mili, en nuosu, ꃆꆹ; romanizado, mup li) es un condado autónomo bajo la administración directa de la Prefectura Liangshan en la Provincia de Sichuan, República Popular China. Su área es de 13 221 km² y su población total para 2010 superó los 130 mil habitantes.

## Administración
Desde junio de 2023, el condado Muli se divide en 27 pueblos que se administran en 6 poblados y 21 villas.

## Toponimia
Muli es la transcripción al chino del tibetano Mili (སྨི་ལི) nombre de un antiguo templo en la región, construido durante la dinastía Qing (1660) llamado originalmente Yuanmili (原木里), tal templo fue destruido durante la Revolución Cultural y renovado en 1987.
Como las otras regiones autónomas, se caracteriza por estar asociada a un grupo étnico minoritario, en este caso, los tibetanos. La región recibió la condición de "autónomo" cuando se estableció el Condado autónomo tibetano de Muli en mayo de 1955.

## Historia
Hasta 1950 Muli era un reino teocrático semiindependiente, gobernado por una serie de reyes hereditarios lama basado en los gorros amarillos (Gelugpa) secta de monasterios budistas. Estos monasterios budistas fueron derrocados por los nuevos gobernantes comunistas Chinos en la década de 1950 y destruidos durante la Revolución Cultural. El monasterio de Mulí a 120 kilómetros al norte de la cabecera municipal, una vez albergó a más de 700 monjes. El edificio fue construido en la dinastía Qing, tardó 12 años en construirse y se terminó en el año 17 del reinado del emperador Qing Shunzhi, alrededor de 1600. Fue modelado en lamaserías importantes en el Tíbet y se dice que contenía una impresionante estatua dorada de Buda de más de 10 metros de altura.
Desde el año 1987 el monasterio Muli ha sido parcialmente restaurado y ahora tiene cerca de 80 monjes jóvenes en residencia. Está cerca de un pueblo pequeño y moderno llamado Wachang, situado en lo alto de la orilla occidental del valle del río Litang, a unos 3000 metros de altitud. Los otros monasterios en Kulu (ahora conocido como Kangwu) y Waerdje todavía están en ruinas.
Muli fue visitado por el botánico y explorador Joseph Rock en los años 1920 y 1930. Se hizo amigo del entonces rey lama, Chote Chaba, y se utiliza el monasterio como una base para explorar y recolección de plantas en las regiones no visitadas luego de Minya Konka y Yading. Joseph Rock escribió cuentas de colores de sus encuentros con el excéntrico gobernante lama de Muli en la revista National Geographic. Se dice que fue la inspiración para el escritor James Hilton y su nuevo Horizonte Perdido, cerca de un remoto monasterio en el Himalaya.

## Recursos
Los recursos principales son Muli hidroeléctrica de energía eléctrica de los ríos y una gran variedad de plantas utilizadas en la medicina tradicional china, como el chino hongo oruga. La ubicación remota y la población de bajos han permitido que muchas especies protegidas para sobrevivir aquí, incluyendo el ciervo de labios blancos y el macaco rabón.

## Economía
Muli es famosa por sus ríos productores de oro, que están siendo explotados en una pequeña escala no industrial. Sus amplias extensiones de bosques fueron también registradas copiosamente hasta que una prohibición de la tala se introdujo en 1999. Ahora la mayor parte de la economía local se basa en la agricultura y la ganadería. Los bosques incluyen cicuta, ciprés, cedro amarillo, así como abetos y abetos.
Muli es también conocida por sus azaleas, rododendros y plantas de nogal.

## Clima
| Parámetros climáticos promedio de Muli（1971－2000）       | Parámetros climáticos promedio de Muli（1971－2000） | Parámetros climáticos promedio de Muli（1971－2000） | Parámetros climáticos promedio de Muli（1971－2000） | Parámetros climáticos promedio de Muli（1971－2000） | Parámetros climáticos promedio de Muli（1971－2000） | Parámetros climáticos promedio de Muli（1971－2000） | Parámetros climáticos promedio de Muli（1971－2000） | Parámetros climáticos promedio de Muli（1971－2000） | Parámetros climáticos promedio de Muli（1971－2000） | Parámetros climáticos promedio de Muli（1971－2000） | Parámetros climáticos promedio de Muli（1971－2000） | Parámetros climáticos promedio de Muli（1971－2000） | Parámetros climáticos promedio de Muli（1971－2000） |
| Mes                                                        | Ene.                                                 | Feb.                                                 | Mar.                                                 | Abr.                                                 | May.                                                 | Jun.                                                 | Jul.                                                 | Ago.                                                 | Sep.                                                 | Oct.                                                 | Nov.                                                 | Dic.                                                 | Anual                                                |
| ---------------------------------------------------------- | ---------------------------------------------------- | ---------------------------------------------------- | ---------------------------------------------------- | ---------------------------------------------------- | ---------------------------------------------------- | ---------------------------------------------------- | ---------------------------------------------------- | ---------------------------------------------------- | ---------------------------------------------------- | ---------------------------------------------------- | ---------------------------------------------------- | ---------------------------------------------------- | ---------------------------------------------------- |
| Temp. máx. media (°C)                                      | 13.1                                                 | 15.1                                                 | 18.5                                                 | 21.5                                                 | 24.3                                                 | 24.3                                                 | 23.2                                                 | 22.9                                                 | 21.0                                                 | 19.2                                                 | 15.9                                                 | 13.3                                                 | 19.4                                                 |
| Temp. media (°C)                                           | 5.3                                                  | 7.4                                                  | 10.5                                                 | 13.7                                                 | 17.0                                                 | 18.1                                                 | 17.6                                                 | 17.1                                                 | 15.5                                                 | 12.9                                                 | 8.4                                                  | 5.4                                                  | 12.4                                                 |
| Temp. mín. media (°C)                                      | −1.5                                                 | 0.4                                                  | 3.5                                                  | 6.8                                                  | 10.6                                                 | 13.3                                                 | 13.8                                                 | 13.2                                                 | 11.9                                                 | 8.0                                                  | 2.5                                                  | −1.0                                                 | 6.8                                                  |
| Precipitación total (mm)                                   | 2.0                                                  | 3.6                                                  | 9.6                                                  | 17.1                                                 | 52.4                                                 | 154.3                                                | 220.5                                                | 182.8                                                | 130.3                                                | 48.0                                                 | 9.2                                                  | 3.7                                                  | 833.5                                                |
| Días de precipitaciones (≥ 1 mm)                           | 1.2                                                  | 2.6                                                  | 4.7                                                  | 7.2                                                  | 12.8                                                 | 20.3                                                 | 24.7                                                 | 23.2                                                 | 20.4                                                 | 11.5                                                 | 3.7                                                  | 1.5                                                  | 133.8                                                |
| Fuente: 中国气象局公共气象服务中心 12 de diciembre de 2012 |                                                      |                                                      |                                                      |                                                      |                                                      |                                                      |                                                      |                                                      |                                                      |                                                      |                                                      |                                                      |                                                      |

## Demografías (2000)
| Etnia    | Población | Porcentaje |
| -------- | --------- | ---------- |
| Tibetana | 40,312    | 32.39%     |
| Yi       | 34,489    | 27.71%     |
| Han      | 27,199    | 21.85%     |
| Miao     | 8,371     | 6.73%      |
| Mongol   | 8,035     | 6.46%      |
| Naxi     | 4,317     | 3.47%      |
| Buyei    | 988       | 0.79%      |
| Zhuang   | 403       | 0.32%      |
| Lisu     | 124       | 0.1%       |
| Hui      | 91        | 0.07%      |
| Bai      | 91        | 0.07%      |
| Manchú   | 15        | 0.01%      |
| Otras    | 27        | 0.02%      |